# 黑水乡 (平昌县)
黑水乡，是中华人民共和国四川省巴中市平昌县曾经下辖的一个乡。2020年5月，撤销黑水乡，将原黑水乡所属行政区域划归响滩镇管辖。

## 行政区划
黑水乡撤销前下辖以下地区：
元坪村、北斗村、拱桥村、望香村、鸣高村、尖山村、青松村和黑水滩村。